# Coelotrypes hammersteini
Coelotrypes hammersteini es una especie de insecto del género Coelotrypes de la familia Tephritidae del orden Diptera.

## Historia
Enderlein la describió científicamente por primera vez en el año 1911.